# Cord-cutting
A la televisió, cord-cutting es refereix al patró d'espectadors, que reben el nom de cord cutters, que cancel·len les seves subscripcions als serveis de televisió multicanal de subscripció disponibles per cable i deixen de veure canals de pagament que resulten cars o redueixen el nombre d'hores que consumeixen aquesta televisió de subscripció. En contraposició, trobem la resposta de la competència dels mitjans de comunicació rivals disponibles a Internet, com Amazon Vídeo, Hulu, iTunes, Netflix, i YouTube. Aquest contingut d'Internet és o bé de franc o significativament més barat que els continguts proporcionat via cable.
Com a tendència de mercat, un nombre creixent de "cord-cutters" no paguen una supscripció a la televisió sinó que prefereixen una combinació d'Internet de banda ampla i IPTV, enregistrador digital de vídeo, televisió digital terrestre, o televisió per satèl·lit free to air. Un grup relacionat, els cord-nevers, mai ha utilitzat cable comercial per servei televisiu, confiant en les fonts d'internet des de l'inici. Un nombre de serveis de televisió purament d'internet, part del concepte d'IPTV més ample, ha emergit per proveir a aquests grups.

## Impacte de mercat
Parks Associates va estimar que al 2008, aproximadament 900,000 cases americanes van confiar enterament en Internet pel visionament televisiu, i l'empresa va preveure un augment d'aquesta dada. Leichtman Research Grup va trobar que un sis per cent dels americans miraven com a mínim un programa online cada setmana al 2008, una percentatge que va créixer fins a un vuit per cent al 2009. El nombre d'americans que es va subscriure al servei per cable va augmentar en un dos per cent al 2008, però el creixement s'havia alentit. Sanford C. Bernstein & Co. va trobar que en el quart quart del 2008, l'augment era disset vegades d'un u per cent, o 220,000 cases, el més baix que va enregistrar. Un informe de Centris va mostrar que el 8% dels americans van esperar a cancel·lar el seu pagament al servei televisiu pel tercer quart de 2009. Aproximadament la meitat dels americans van intentar aconseguir un tracte millor d'un proveïdor diferent d'aquell on estaven subscrits. Amazon Vídeo, Hulu, iTunes, Netflix, Sling TV i YouTube, van fer possible la cancel·lació del servei pels qui serien incapaços de veure els seus programes favorits durant l'hora de programació. La programació dels esports era una gran raó per no cancel·lar la paga del servei televisiu, tot i que les opcions en línia existirien per molts esdeveniments. Un altre problema era la incapacitat per mirar molts programes en directe, o com a mínim suficientment aviat en el cas d'una sèrie televisiva.
2010 va ser el primer any que la televisió de pagament va veure un declivi en els abonaments trimestrals. En el segon quart de 2012, Sanford Bernstein va determinar que les pèrdues tenien lloc en cinc quarts. Leichtman va trobar que la disminució de subscripcions de pagament no passava en grans nombres. Una raó era que alguns esdeveniments d'esports, així com altres tipus de televisió (com sèries que s'emetien a xarxes originades al cable), no podien ser vistos online. Sanford Bernstein va dir que el nombre d'abonats a televisions de pagament va augmentar per 677,000 durant el primer quart de 2010, i una enquesta conduïda per The New York Times i CBS News va mostrar que el 88% dels enquestats tenia aquest tipus de servei, i només un 15% havia considerat fer ús exclusivament de serveis de web. Les persones sota els 45 anys, segons l'enquesta, eren quatre vegades més favorables a utilitzar només Internet. Per combatre aquesta tendència, els proveïdors de televisió de pagament permetien a les persones veure els programes de televisió a l'ordinador de sobretaula, el portàtil i les tauletes tàctils. Craig Moffett de Sanford C. Bernstein encara declaraven que els alts preus i els altres mètodes finalment farien que els clients marxessin, anomenant el cord-cutting "potser el més overhyped i anticipat fenomen tecnològic història."
Comcast va informar una pèrdua de 275.000 abonats en el tercer quart de 2010, convertint el total de l'any en 625.000. L'empresa va dir que la majoria d'aquestes pèrdues no van ser de les persones que marxaven per fer ús d'un altre servei. Moffett va assenyalar que les empreses de cable necessitaven oferir més paquets d'un cost menor, però una enquesta per Strategy Analytics va revelar que les consideracions financeres no van ser la raó principal. Les persones no estaven satisfetes amb el que podien aconseguir, i les fonts online van tenir una varietat més ampla de contingut. L'enquesta va mostrar que un 13% dels abonats al cable pretenia cancel·lar el servei dins del proper any. Una mica més de la meitat dels enquestats tenien menys de 40 anys, i gairebé tots van tenir una educació d'institut. Dos terços tenien o planejaven tenir una educació més avançada, i només la meitat guanyava com a mínim 50,000$ a l'any.
Dins del segon quart del 2011, Comcast va perdre 238,000 clients televisius, comparats als 265,000 de l'any anterior, encara que l'empresa enmascarava aquestes pèrdues amb augments en altres serveis com Internet. Moffett va dir que l'índex alentit indicava que les fonts online no feien que els consumidors deixessin el cable tan ràpidament. D'altra banda, Time Warner Cable i Charter Communications van perdre més clients en aquell quart que al 2010. Time Warner Cable va perdre 130,000, mentre que Dish Network va perdre 135,000; en comparació, DirecTV va obtenir 26,000 abonats, comparats als 100.000 de l'any anterior. Nielsen Media Research va calcular que el nombre de cases amb com a mínim una subscripció a la televisió per cable va disminuir de 115,9 milions a 114,7 milions, mentre també estimava un augment dels visionaments dels programes a través dels ordinador, tauletes o smartphones. Serveis com U-verse augmentaven el seu nombre d'abonats per oferir característiques especials: La opció "My Multiview" d'U-verse va permetre a les persones mirar quatre canals alhora, mentre que l'opció "iO TV Quick Views" de Cablevision va permetre visualitzar a la pantalla fins a nou canals alhora.
Un informe de Nielsen va mostrar que durant el quart quart de 2011, el número de les persones que pagaven per la televisió havia disminuït a 15 milions de persones (un índex d'un 1,5 per cent), i el nombre d'abonats de cable va disminuir per 2.9 milions. Un informe de 2012 de Deloitte va dir que el 9% de televisions domèstiques es van donar de baixa al servei per cable durant el 2011 i un 11% addicional planejava cancel·lar el seu servei. Sanford Bernstein calcula que 400.000 persones van donar de baixa els serveis de pagament de vídeo durant el segon quart del 2012, xifra que va augmentar els 340.000 del 2011. Una de les raons de les cancel·lacions eren els estudiants universitaris retornant a casa per l'estiu. Tanmateix, el nombre de cases noves que pagaven pel servei televisiu és menor al total de cases noves. Una altra possible raó són els serveis, com ara el [time shifting] i la possibilitat d'enregistrar en directe, que en un principi eren serveis exclusius de televisions de pagament, ara s'estan oferint als cord cutters. Tot i que el nombre d'abonats normalment augmenta al tercer quart, al 2012 només 30,000 persones van afegir el servei de televisions de pagament, segons un estudi per l'International Strategy & Investment Group. El cable va perdre 340,000 abonats (amb Time Warner Cable responent pel 140,000 d'aquell número) i el satèl·lit va obtenir només 50,000 abonats; les empreses telefòniques van afegir 320 abonats. Al llarg del 2012, la televisió de pagament va afegir només 46,000 abonats nous segons SNL Kagan.
Una altra categoria de cord-cutters va ser anomenada per Nielsen al març de 2013 com a "Zero TV". El 2007, dos milions de cases ni s'havien subscrit a televisions de pagament ni havien rebut la programació televisiva via antena. De cara al 2013, aquest número havia augmentat a cinc milions. La majoria de les persones en aquesta categoria eren més joves i no tenien criatures a casa. Les persones encara podien veure espectacles via online streaming a través de serveis com Netflix. A l'espectacle del 2013 de la National Association of Broadcasters, la solució que es va donar per les emissores va ser la televisió mòbil. Una enquesta de Leichtman al 2013 va mostrar que les 13 companyies més grans de MVPD, cobrint un 94 per cent dels Estats Units, van experimentar el seu primer any de pèrdues d'abonat. 80,000 abonats van deixar el seu servei al final de temporada el 31 de març de 2013. 1.5 milions de clients de cable van deixar el seu servei, fent que la Time Warner Cable perdés 553,000 abonats i la Comcast en perdés 359,000. AT&T i Verizon van afegir 1.32 milions d'abonats; DirecTV i Dish van afegir 160,000 abonats, comparats als 439,000 de l'any anterior. Abans del 2013, només s'havien enregistrat pèrdues per quarts a través del sector. Bruce Leichtman va descriure la subscripció a la indústria televisiva com a "saturada". Un estudi de TDG va mostrar que gairebé 101 milions de cases estatunidenques es van subscriure a la televisió al cim de la indústria al 2011, però el número cauria fins als 95 milions al 2017. Al 2013, el nombre d'abonats totals als serveis de televisió de pagament van caure un quart de milió. Això va ser el primer declivi d'un any al pròxim.
Al primer quart del 2017 la indústria de la televisió de pagament va experimentar una pèrdua d'abonats que era cinc més gran més gran que al primer quart del 2016. Segons una enquesta de la Statisica al 2015, un 31.64% dels cord-cutters va dir que van fer això a causa de l'augment de preu. Tot i així, empreses de cable han augmentat els seus índexs un 3.5%.
Algunes emissores han elegit adoptar el concepte del cord-cutting per establir una subscripció basada en continguts propis over-the-top, com l'HBO Now. Mentre al 2014 es produïa el llançament de CBS All Access, Les Moonves va declarar que hi havia una "possibilitat molt forta" de que Showtime també oferís un servei d'OTT—un pla que seria realitzat al juny de 2015. Al 31 de març de 2016, el canal d'esports canadencs Sportsnet (posseït pel conglomerat de mitjans de comunicació i telecom Rogers Comunicacions) va anunciar un servei d'OTT que ofereix les notícies de les seves quatre regions i dos canals nacionals principals.
Una enquesta de TiVo va mostrar que el 19,8 per cent d'aquells sense servei de televisió de la pagament, l'havien donat de baixa l'any anterior.

### "Cord-nevers"
El 28 de novembre de 2011, un informe de l'analista de mitjans del Credit Suisse, Stefan Anninger, va dir que els joves que van créixer acostumats a mirar els programes online tindrien menys probabilitats de subscriure's als serveis televisius de pagament, anomenant aquestes persones "cord-nevers". Anninger va preveure que cap a finals del 2012, el recompte d'abonats de la indústria es reduiria de 200.000 a 100,5 milions; l'informe d'Anninger també va afirmar que els consumidors probablement no tornarien a pagar per la televisió. En el cas dels telèfons fixes, la gent creia que els joves eventualment els aconseguirien, però actualment molts subscriptors només tenen telèfons mòbils. Anninger va preveure que passaria el mateix amb la televisió de pagament, i que els proveïdors necessitarien oferir paquets d'un preu menor amb menys canals per revertir la tendència. Richard Schneider, propietari de l'empresa Antennas Direct, la qual estava venent les antenes a través d'Internet, també va utilitzar el terme "cord-nevers". Després d'una dècada en els negocis, l'empresa venia 600,000 antenes l'any. Tanmateix, Schneider va dir que algunes persones només coneixien Internet i serveis com Netflix i ni tan sols coneixien que la televisió oberta existia. En un discurs del 16 de novembre de 2012, el CEO de Time Warner, Jeff Bewkes, va dir que els "cord nevers" no van veure cap cosa pel que valgués la pena pagar.

## Productes únicament de televisió de banda ampla
En un esforç per atraure als que "tallen la línia" i els que "mai s'han subscrit", alguns proveïdors de televisió per cable han començat a oferir productes d'streaming a través d'Internet únicament. Cablevision va començar a oferir paquets de "cord cutter", que incloïen una antena digital gratuïta i accés a la seva òptima xarxa WiFi, així com l'opció d'afegir HBO al servei, convertint-lo en el primer proveïdor per cable en fer-ho. Al 2015, Comcast i Time Warner Cable (TWC) van començar les proves de serveis de televisió controlades a través de les seves infraestructures d'Internet; el servei d'stream de Comcast oferia accés a xarxes de retransmissions com HBO, Xfinity, StreamPix, i el seu respectiuservei de "TV everywhere". Fora de les apps de TVE, el servei només podia ser accedit via "Comcast internet de la llar" als dispositius suportats. A l'octubre de 2015, TWC va començar a provar un servei sota el qual als abonats se'ls donava un reproductor multimedia digital Roku 3 per accedir al seu servei via l'app de TWC, enlloc del seu tradicional "set-top box". Un portaveu de la TWC va emfasitzar que aquesta oferta proporcionaria "la mateixa televisió i els mateixos paquets que es donaven a les llars avui en dia", però controlats a través de la xarxa d'Internet de la TWC enlloc de per una línia de cable.